# Sándor Erdős
Sándor Erdős (ur. 21 sierpnia 1947 w Budapeszcie) – węgierski szpadzista, złoty medalista olimpijski i czterokrotny medalista mistrzostw świata.
Na igrzyskach olimpijskich w Monachium w 1972 roku Węgrzy w składzie: Sándor Erdős, Csaba Fenyvesi, Győző Kulcsár, Pál Schmitt i István Osztrics zdobyli złoty medal. W rywalizacji indywidualnej nie startował. Brał też udział w igrzyskach olimpijskich w Montrealu w 1976 roku, zajmując czwarte miejsce w szpadzie drużynowej i siódme w szpadzie indywidualnej.
Podczas mistrzostw świata w Ankarze w 1970 roku wspólnie z Csabą Fenyvesim, Zoltánem Nemere, Győző Kulcsárem i Pálem Schmittem zdobył złoty medal w zawodach drużynowych. W tej samej konkurencji Węgrzy z Erdősem w składzie zdobywali następnie srebrny medal namistrzostwach świata w Göteborgu (1973) oraz brązowe na mistrzostwach świata w Grenoble (1974) i mistrzostwach świata w Budapeszcie (1975). Nie zdobył medalu w zawodach indywidualnych.
Był indywidualnym mistrzem Węgier w 1969, w drużynie sięgał po złoto w 1967, 1968 i w latach 1972–1978.